# 梁银柱
梁银柱（1946年9月—），河北石家庄人，中华人民共和国政治人物、外交官。

## 簡歷
1970年畢業於北京對外貿易學院（现北京经贸大学）。1971年2月進入外交部工作，先后在外交部非洲司任科员、副处长、处长、副司长，并先后在驻加纳、津巴布韦使馆任随员、三秘、二秘、一秘和政务參赞。1999年，接替吕凤鼎，担任中华人民共和国驻尼日利亚大使。2003年由王永秋接任，梁轉任駐納米比亞大使，2007年10月卸下大使職務，由任小萍接任，同年11月卸下公職退休。